# Falera
Falera (do 1969 Fellers) – miejscowość i gmina w Szwajcarii, w kantonie Gryzonia, w regionie Surselva.

## Demografia
W Falerze mieszka 625 osób. W 2020 roku 12,3% populacji gminy stanowiły osoby urodzone poza Szwajcarią. 